# Clube Atlético Taboão da Serra
Clube Atlético Taboão da Serra (acrônimo: CATS) é um clube desportivo da cidade de Taboão da Serra, da metrópole do estado de São Paulo. Foi fundado em 12 de dezembro de 1985 e suas cores são vermelho, preto e branco.

## História
Fundado em 12 de dezembro de 1985, o Clube Atlético Taboão da Serra entrou em campo pela primeira vez profissionalmente 18 anos depois, em 2004, quando disputou (e venceu) a Série B2 do Campeonato Paulista. Com o título, o clube ganhou o direito de jogar a Série A3 do ano seguinte, mas acabou sendo rebaixado para a Segunda Divisão. Cinco anos mais tarde, em 2010, a equipe realizou uma excelente campanha na competição e recebeu a oportunidade de disputar a Série A3 novamente, onde permaneceu até a temporada de 2012.
Em 2016 o clube herdou a vaga do Atlético Sorocaba que se afastou por causa de dívidas.
Em 2019 o CATS foi rebaixado para a Segunda Divisão do Campeonato Paulista.
Em 2020 o CATS poderia voltar a disputar a Série A3 por causa uma punição a equipe do Batatais por causa de manipulação de resultados. Porém o clube em suas mídias sociais, divulgou que estará fora das competições profissionais. A alegação da desistência, segundo a nota divulgada pelo clube, toda em letra maiúscula, é devido à não punição do Batatais no caso de manipulação de resultados e as proibições/perseguições do prefeito de Taboão da Serra, Fernando Fernandes.

"Como muitos já sabem, o prefeito não permitiu a Copinha em Taboão, proibiu o CATS de jogar no estádio, não temos apoio algum da prefeitura da cidade e pior, as empresas que apoiam ou têm interesse em apoiar o CATS estão sendo coagidas a não apoiar com receio de perseguição da Prefeitura"— Diretoria do Taboão da Serra
O que aconteceu foi que o Taboão da Serra não estava podendo utilizar o Estádio Vereador José Feres desde 2019, quando o clube teve que ser um 'nômade' mandando jogos em outras cidades durante a Série A3. Na mesma competição, o Batatais foi acusado de manipulação de resultados em, ao menos, duas partidas. O clube até foi considerado culpado pelo TJD-SP e STJD, mas não pegou a pena máxima, com perda de pontos e suspensão. Se o Batatais perdesse os pontos, o Taboão da Serra escaparia do rebaixamento.

## Cores
As cores do Taboão da Serra são as mesmas desde a fundação. Como mandante, o clube entra em campo com camisas e calções brancos e meiões vermelhos. Na casa do adversário, as camisas são vermelhas, os calções vermelhos ou pretos e os meiões brancos. As mudanças ficam por conta de detalhes aplicados aos uniformes, que mudam ano após ano.

## Escudo
Apesar de atuar no futebol profissional há pouco tempo, o Taboão da Serra já tem um distintivo consolidado entre os habitantes da cidade, acostumados a acompanhar o clube em competições de outros esportes, como o futsal, o vôlei e o basquete. Nestes mais de 20 anos, o peculiar escudo sofreu apenas uma reestilização, feita em setembro de 2008 pelo designer Sérgio Cardoso. Nada, porém, que alterasse o símbolo, formado pela sigla do time disposta em diagonal sobre um semicírculo que contém faixas vermelhas e o nome da cidade.

## Contratações
O clube costuma fazer contratações de impacto e diversos craques que vestiram a camisa da seleção brasileira e com belas passagens por grades clubes do Brasil e do exterior, também vestiram a camisa do CATS:
- Viola [16] (em 2015-2016, centroavante, ex -Corinthians)
- Edilson Capetinha[17] (em 2016, atacante, ex-Palmeiras e Corinthians)
- Tuta[17](em 2016, centro avante, ex-Palmeiras)
- Adriano Gabiru[18] (em 2017, meia atacante, ex-Internacional)
- Lúcio[19] (em 2018 lateral esquerdo, ex-Palmeiras e São Paulo)
- Acosta[20] (em 2017-2019, centro avante, ex-Corinthians)

Túlio Maravilha (em 2019)
Atacante (ex- Botafogo)

## Títulos
| Estaduais | Estaduais                             | Estaduais | Estaduais  |
|           | Competição                            | Títulos   | Temporadas |
| --------- | ------------------------------------- | --------- | ---------- |
| São Paulo | Campeonato Paulista - Série A4        | 1         | 2010       |
| São Paulo | Campeonato Paulista - Segunda Divisão | 1         | 2004       |